# Klasa Freedom
Klasa Freedom (eng. Freedom class) je klasa brodova za krstarenje norveško-američke kompanije Royal Caribbean International izgrađenih u finskom brodogradlištu 
Aker Finnyards od 2004. do 2008. Izgrađena su tri broda: Freedom of the Seas, Liberty of the Seas i Independence of the Seas. Do izgradnje cruisera Oasis of the Seas 2009., smatrani su najvećim putničkim brodovima na svijetu.

## Izgradnja
Klasa Freedom produžena je verzija klase Voyager, prethodne klase najvećih brodova kompanije Royal Caribbean International u kojoj je u periodu 1999. – 2003. izgrađeno pet jedinica. Sva tri broda izgrađeni su u suhom doku brodogradlišta Aker Finnyards (današnji STX Europe) u Finskom gradu Turku od 2004. do 2008., gdje su u gradnji i brodovi klase Oasis

## Tehničke karakteristike
Brodovi klase Freedom dugački su 338,72–338,92 m i široki 56,08 m. Plove brzinom od 21,6 čvorova (40 km/h), što omogućavaju 6 Wärtsilä 12V46 dizel motora, svaki 12,6 MW (17 000 ks), 514 rpm. Potisak omogućavaju 3 Asea Brown Boveri (ABB) Azipod pogonske elektro-gondole - jedna fiksna, dvije azimutne, ukupne snage 42 MW. Brodovi također raspolažu s 4 dodatna pramčana potisnika. Potrošnja goriva je 12,80 t na sat.

## Interijeri
Brodovi klase Freedom raspolažu s 18 paluba, od kojih 15 za putnike. 242 vanjske kabine bez balkona, 842 kabine s balkonom, 733 unutarnje kabine (172 s pogledom na unutrašnju promenadu). Standardni kapacitet putnika je 3 600, ili 4 370 pri najvećoj popunjenosti, što s posadom od 1 360, čini ukupno 5 730 ljudi na brodu. Od javnih prostora ističe se 135 m dugačka, 9 m široka i četiri palube visoka središnja šetno-trgovačka paluba (Royal Promenade) oko koje su koncentrirani glavni restorani, trgovački i zabavni centri, knjižnica i kazalište s 1 350 sjedećih mjesta.

## Brodovi
- Freedom of the Seas[19] – Izgradnja je započeta 2004., a dovršen je 2006. Isporučen je 24, travnja iste godine, a 29. travnja stiže u Southampton, odakle 3. svibnja, kreće na prvi prelazak Atlantika. 12. svibnja stiže u New York, na službenu ceremonju krštenja, što je uživo prenosila TV mreža NBC. Nakon boravka u Bostonu 19. – 22. svibnja, 4. lipnja iz Miamija isplovljava na prvo krstarenje za Karibe, Meksiko, Kajmanske otoke, Jamajku i Haiti. Do svibnja 2009. je bazirao u Miamiju, a nakon toga u Port Canaveralu gdje je zamijenio MS Mariner of the Seas.

- Liberty of the Seas[20] – Izgradnja je započela 2005., a dovršena 2007. Liberty of the Seas plovi izmjenjujući sedmodnevne itinerere za istočne i zapadne Karibe s polascima iz Miamija na Floridi. Istočni Karibi: Pristajanja u Miamiju na Floridi, u San Juanu na Puerto Ricu, Philipsburgu na Nizozemskim Antilima, u Labadeeu na Haitiju, i ponovo u Miamiju. Na zapadnim Karibima posjećuje Labadee Haiti, Montego Bay Jamajka, Georgetown Grand Cayman, Cozumel Meksiko, i Miami Florida.

- Independence of the Seas[21] – Izgradnja je započela 2006., a dovršena 2008. Po ljeti bazira u Southamptonu, kao najveći putnički brod s putovanima na europskim itinererima, dok po zimi krstari Karibima. Nakon nekoliko početnih putovanja u Oslo u Norveškoj, Southampton u Velikoj Britaniji, i Hamburg u Njemačkoj, aktualne destinacije uključuju Irsku, Španjolsku, Portugal, Italiju, Francusku i Kanarske otoke. Po zimi Independence of the Seas bazira u Fort Lauderdaleu, na Floridi s destinacijama na Karibima.

- Mogući četvrti brod – najavljen je 3. ožujka 2008.[22][23] Ako bude naručen, dovršenje i isporuka planirani su za 2011.